# Голанец-Раупова, Любина
Лю́бина Го́ланец-Ра́упова (в.-луж. Lubina Holanec-Rawpowa, 23 мая 1927 года, село Будышинк, Лужица, Германия — 2 мая 1964 года, Дрезден, Германская Демократическая Республика) — серболужицкая органистка.

## Биография
Родилась 23 мая 1927 года в семье сельского учителя Арношта Голана в серболужицкой деревне Будишинк. С 1938 года по 1946 год обучалась в реальной гимназии в Будишине. По рекомендации церковного музыканта Хорста Шнайдера поступила на обучение в Высшую музыкальную школу в Лейпциге. С 1948 года продолжила своё обучение в Пражской консерватории в классе Йиржи Райнбергера, который в 1949 году принял её в органную студию при Академии музыкального искусства. С 1954 года по 1956 год была аспиранткой в классе органиста Гюнтера Рамина в Лейпциге, потом — в классе клавесина Роберта Кёлера и в классе фортепиано Амадеуса Веберсинке. В 1956 году возвратилась в Будишин.
Принимала участие в многочисленных музыкальных и концертных мероприятиях. В 1951 году получила премию чешской Академии музыкальных искусств, в 1955 году — серебряную медаль международного фестиваля в Женеве. В 1958 году стала лауреатом международного органного фестиваля в Праге. В 1962 году совершила турне по Советскому Союзу. Играла в Москве, Ленинграде, Риге и Таллине.
Жена серболужицкого музыканта Яна Раупа.